# Al-Hob wa Al-Sariqa wa Mashakel Ukhra
Al-Hob wa Al-Sariqa wa Mashakel Ukhra (الحب والسرقة ومشاكل أخرى) estrenada internacionalment com Love, Theft and Other Entanglements és una pel·lícula dramàtica palestina de 2015 dirigida per Muayad Alayan. Es va projectar a la secció Panorama del 65è Festival Internacional de Cinema de Berlín.

## Argument
Moussa és un lladre de cotxes palestí que decideix donar un cop a priori fàcil i roba un cotxa. Però tot es complica quan en obrir el maleter hi troba un soldat israelià segrestat.

## Repartiment
- Sami Metwasi
- Maya Abu Alhayyat
- Riyad Sliman
- Ramzi Maqdisi
- Kamel El Basha